# Schillerkirche (Jena)

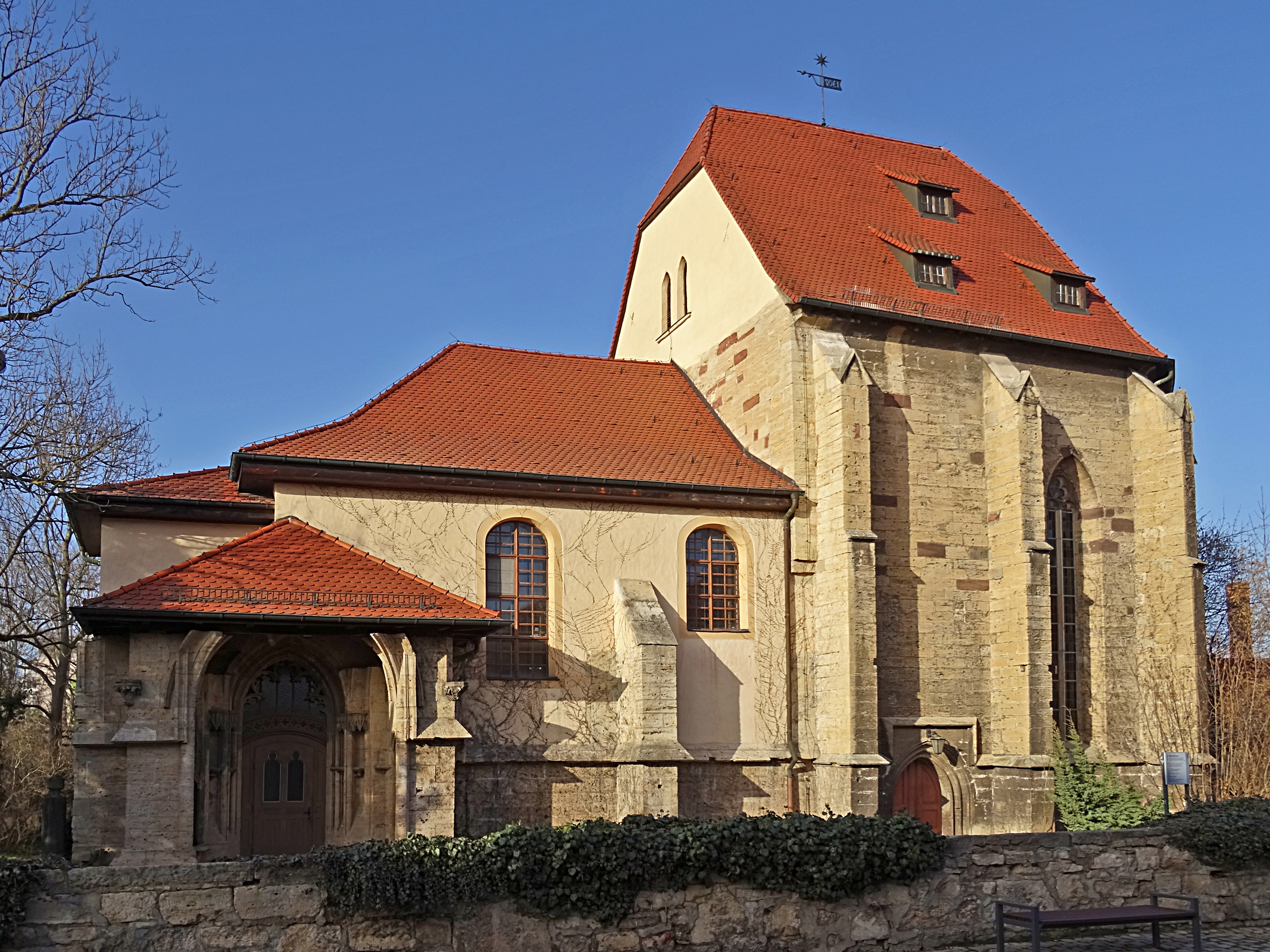
Schillerkirche Jena

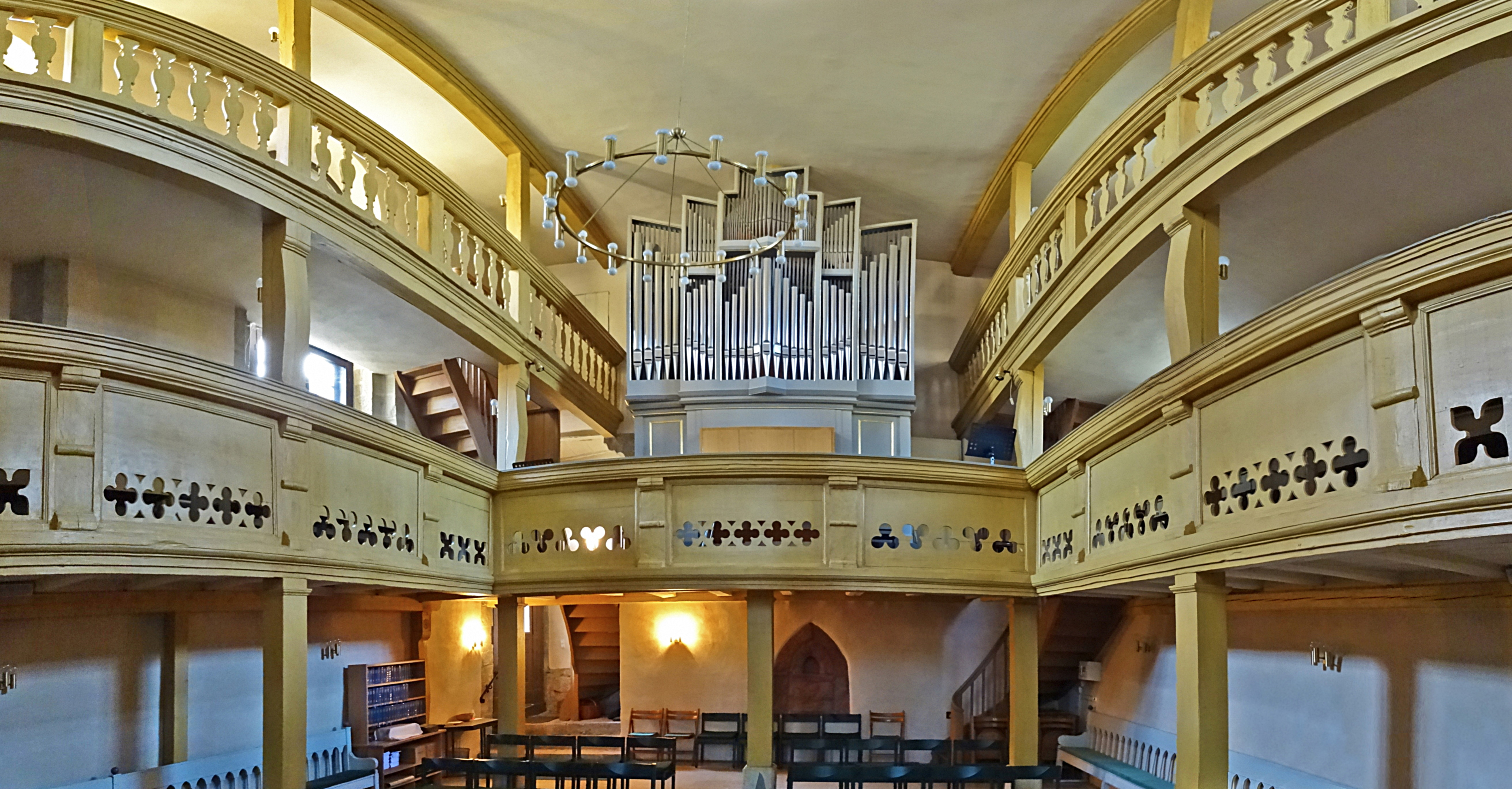
Innenraum-Panorama

Die Schillerkirche „Unserer lieben Frau“ ist ein Kirchgebäude im Jenaer Stadtteil Wenigenjena (Jena Ost). Hier wurden am 22. Februar 1790 Friedrich Schiller und Charlotte von Lengefeld getraut.

## Baugeschichte
Die Schillerkirche wurde im 14./15. Jahrhundert als Saalkirche an Stelle eines Vorgängerbaus (um 1300) errichtet. Charakteristisch ist die auffällige bauliche Zweiteilung in ein Langhaus und einen Chor.
Der Kirchbau begann im ersten Drittel des 15. Jahrhunderts mit der Arbeit am Chor, musste allerdings nach einiger Zeit unterbrochen werden. Ende des 15. Jahrhunderts wurde das Langhaus gebaut, wobei es wieder zu einem Baustopp und erst 1557 zu einer einfachen Fertigstellung kam.
1897 bis 1902 wurde der Chor restauriert und gewölbt. 1977 wurde die Kirche und 2003 der Chor erneut umfassend saniert.

## Ausstattung

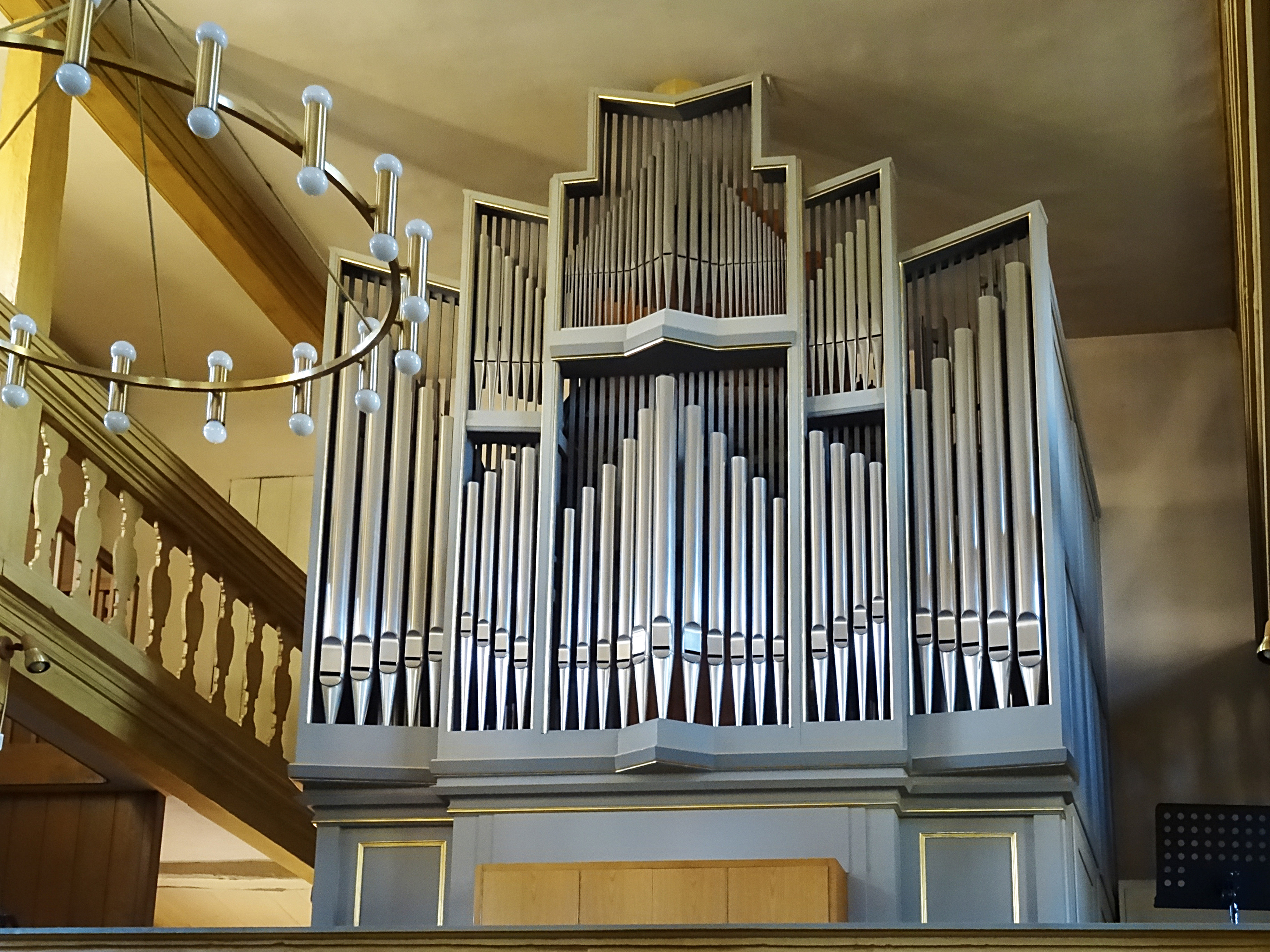
Böhm-Orgel

Das Innere des Kirchenraums ist schlicht gehalten. Im Langhaus befindet sich eine zweistöckige Empore (z. T. noch aus dem 18. Jahrhundert).
Die Orgel wurde 1973 von Rudolf Böhm Orgelbau (Gotha) erbaut und 1997 nach umfangreicher Renovierung neu geweiht.
Im Chorraum befinden sich ein spätgotischer Sakramentsschrein (Chornordwand) und eine Gedenktafel zur Erinnerung an die Hochzeit Friedrich Schillers.

## Namensgebung

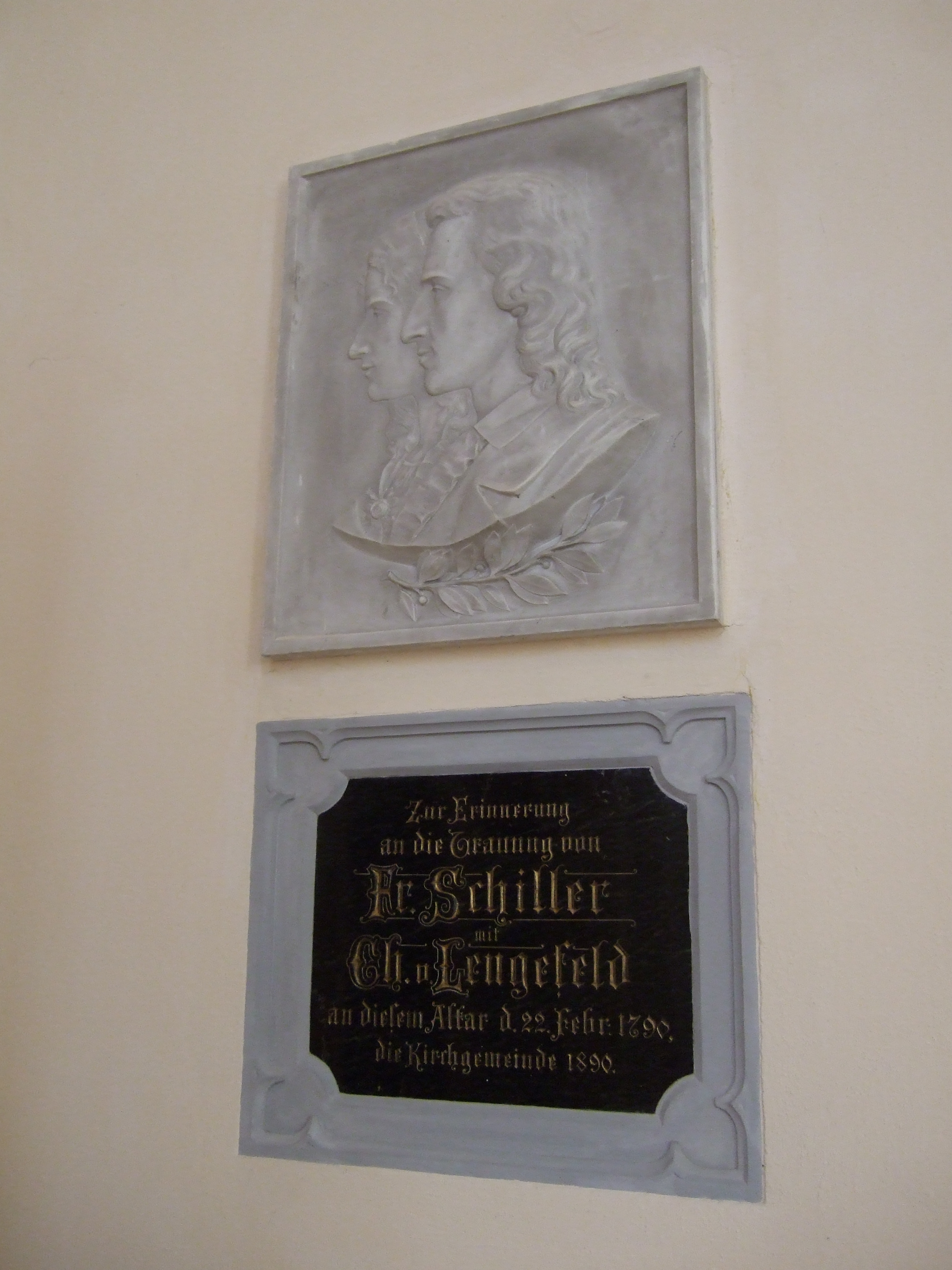
Gedenktafel für die Trauung Schillers

Der eigentliche Name der Schillerkirche lautet „Unserer Lieben Frau“. Sie wurde zu Ehren Marias erbaut.
Am 22. Februar 1790 heirateten in dieser Kirche Friedrich Schiller und Charlotte von Lengefeld. Im Volksmund bürgerte sich deshalb der Name „Schillerkirche“ ein.

## Gemeindliches Leben
Die Schillerkirche gehört im Evangelisch-Lutherischen Kirchenkreis Jena, Region Ost zum Seelsorgebezirk Wenigenjena (mit dem Lutherhaus und der Marienkirche Ziegenhain). Das gottesdienstliche und geistliche Leben wird ehrenamtlich durch die Gebetsbruderschaft Jena getragen und gestaltet.